# Catharina Dóll-Egges
Catharina Dóll-Egges (getauft 4. Januar 1750 in Wijdenes; gestorben 20. April 1824 in Amsterdam) war eine niederländische Verlegerin und Buchhändlerin.

## Leben
Catharina Egges wurde am 4. Januar 1750 in Wijdenes getauft. Sie war das dritte von fünf Kindern des Pastors Johannes Egges (1710–1760) und der Guurtje de Groot (1718–?). Ihr Vater starb 1760 plötzlich und unerwartet, da war sie 10 Jahre alt. Ihre Mutter musste mit den Kindern das Pfarrhaus und Wijdenes verlassen, es ist unbekannt, wohin sie gezogen sind und auch, wie sie die nächsten Jahre gelebt haben. Catharina Egges zog 1766 nach Medemblik und lebte möglicherweise bei ihrer Tante Bregje de Groot, die mit Dirk Mol, einem Ratsherrn der Gemeinde von Medemblik, verheiratet war. Mol war auch der Vormund von Catharina Egges. Im folgenden Jahr heiratete sie am 6. Oktober 1767 in Medemblik den zehn Jahre älteren Kaufmann Willem Climmer Cloek. Cloek lebte in Haarlem und stammte aus einer Gerberfamilie aus Alkmaar. Kurze Zeit lebte das Paar in Haarlem, ließ sich dann aber in Medemblik nieder. Dort starb Cloek, zwei Jahre nach der Hochzeit, im Jahr 1769. Wenige Monate später zog Egges nach Amsterdam. Dort heiratete sie am 16. Februar 1770, kurz nach ihrem zwanzigsten Geburtstag den 28-jährigen Jan Dóll, einen aufstrebenden Verleger und Buchhändler.
Jan Dóll war als Sohn eines Golddrahtziehers ebenso wenig wie Catharina Dóll-Eddes im Verlagswesen bewandert. Vermutlich haben sie den Verlag, dessen erste Ausgabe 1772 erschien, gemeinsam aufgebaut und die Welt der Bücher kennengelernt. Als Jan Dóll 1781 starb, konnte Catharina Dóll-Eddes den Verlag unter dem Firmennamen Wed. J. Dóll weiterführen. Zu der Zeit hatte sie vier kleine Kinder und war mit einem fünften Kind schwanger. Drei ihrer Kinder Johannes, Hendrik und Catharina wuchsen in der Firma auf und unterstützten sie bei ihrer Arbeit. Catharina Dóll-Eddes führte das Unternehmen über vierzig Jahre, bis zu ihrem Tod im Jahr 1824.
Im Jahr 1781 übernahm Catharina Dóll-Egges die Leitung der Buchhandlung und führte die Aktivitäten der Firma weiter. Sie verlegte Bücher, manchmal auch Drucke und verkaufte ihre eigenen und fremden Veröffentlichungen und versteigerte regelmäßig vermachte Bücher- und Drucksammlungen von Sammlern. Sie führte die Allgemeine Bibliothek weiter, eine Zeitschrift mit Berichten aus der gelehrten Welt, sowie die Herausgabe eines mehrbändigen Handbuchs der praktischen Chirurgie, und sie veröffentlichte weiterhin Übersetzungen der Werke aufgeklärter Theologen und Pädagogen.
Im Laufe der Zeit erweiterte Catharina Dóll-Egges die Sammlung und das Zielpublikum nach und nach, zunächst mit Prosa und Lyrik zeitgenössischer niederländischer Schriftsteller, vor allem aber mit Schriftstellerinnen wie Maria van Zuylekom und Adriana van Overstraten, die sie als erste für sich gewinnen konnte. In diesem Zusammenhang gab sie auch mehrere Almanache heraus, die einem weitaus größeren Kreis von Schriftstellern, insbesondere Schriftstellerinnen, die Möglichkeit zur Veröffentlichung boten und sie damit auch an sie banden. Dazu gehörten neben Van Zuylekom und Van Overstraten Petronella Moens, Rebekka Dresselaer-Ooremans, Maria Petronella Woesthoven, Cornelia Anna Nozeman und später auch Elisabeth Wolff-Bekker, Agatha Deken, Anna Barbara van Meerten-Schilperoort, Katharina Bilderdijk-Schweickhardt und Fenna Mastenbroek.

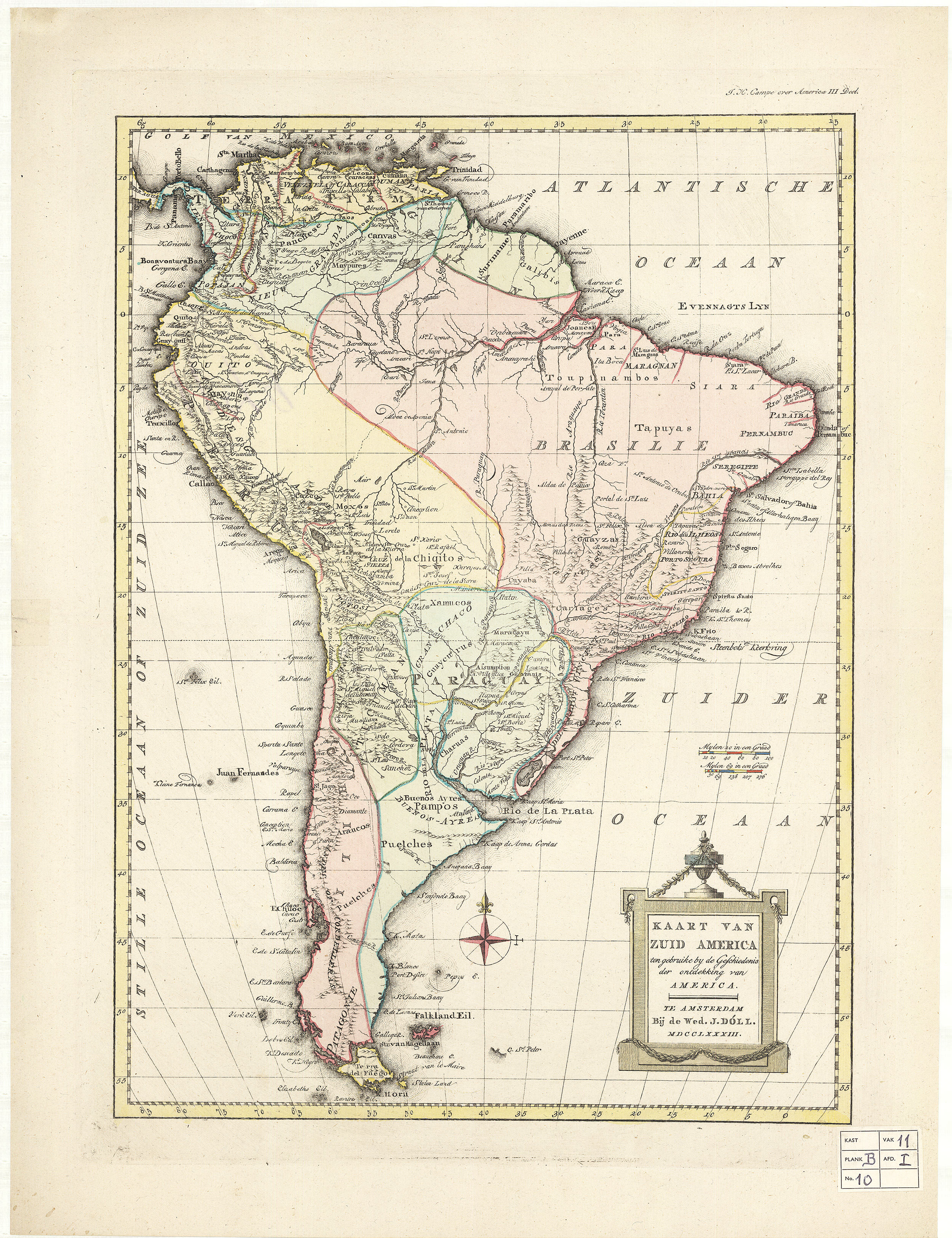
Karte von Südamerika: zur Verwendung in der Geschichte der Entdeckung Amerikas (1783)
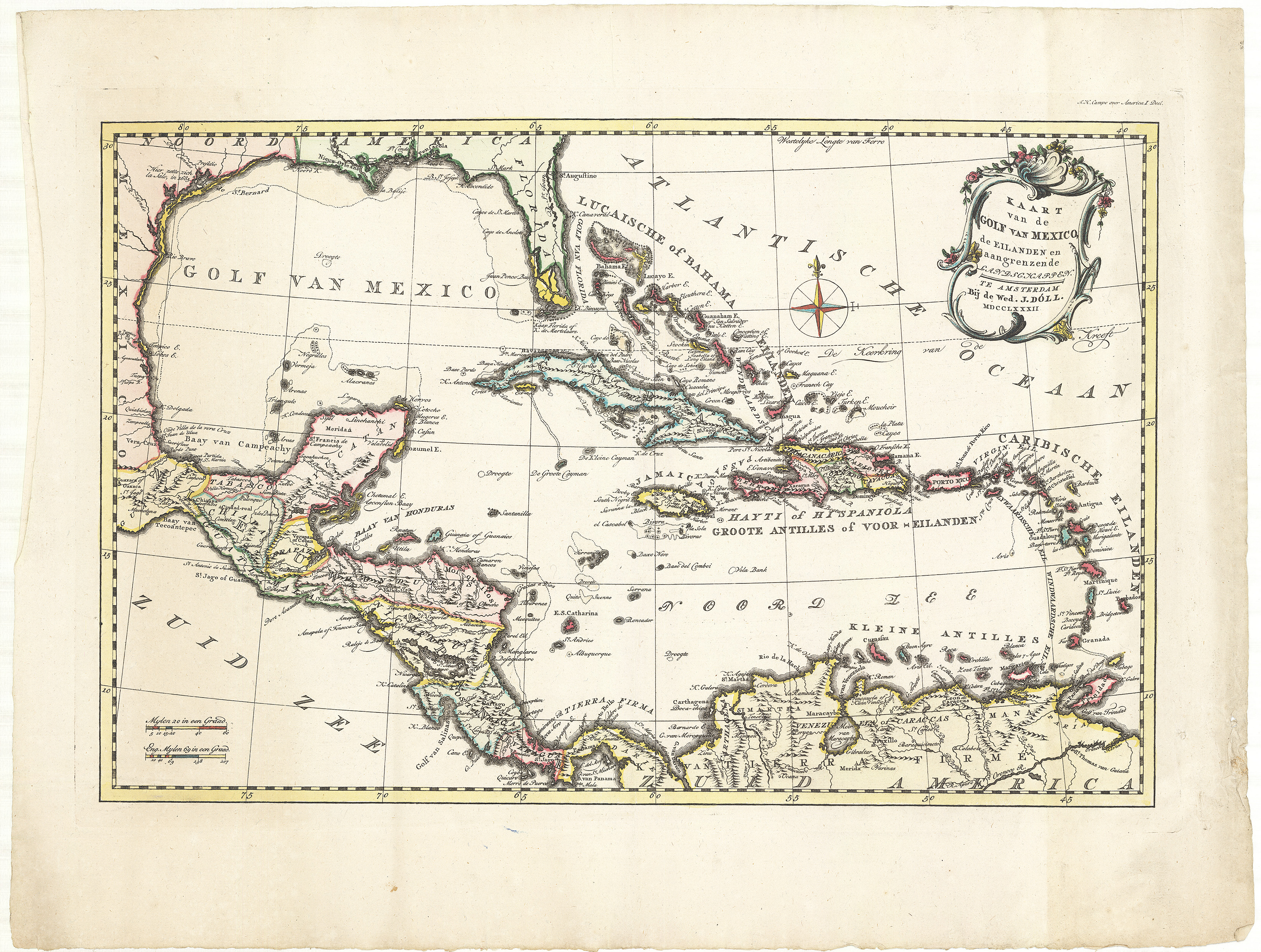
Karte des Golfs von Mexiko, der Inseln und angrenzenden Regionen (1782)
Abbildung einer Stickerei mit Erklärung zur Verwendung der Farben im Almanach für junge Herren und Damen (1805)
Gedicht und Illustration mit dem Titel Frühlingslied im Almanach für junge Herren und Damen (1808)
Titelseite des Almanachs für junge Herren und Damen (1808)

Diese Almanache, die als Gattung sich ohnehin an ein breiteres Publikum richteten, waren auf unterschiedliche Zielgruppen zugeschnitten. Der Almanach von „Frauen für Frauen“ (1791–1822) ist dabei der erfolgreichste und bekannteste. Die Bemühungen von „Weduwe Dóll“, sowohl schreibende als auch lesende Frauen zu fördern, waren möglicherweise durch ein klares Eigeninteresse motiviert. Jedoch könnten auch ihre Vorstellungen eines gemeinsamen Interesses von Frauen ihre Motivation gewesen sein. Darauf scheint zumindest ihr Versuch im Jahr 1794 hinzudeuten, die alleinigen Rechte an der Übersetzung von Mary Wollstonecrafts „A Vindication of the Rights of Woman“ (1792) zu erwerben, und erneut im Jahr 1798 an ihrem Werk „Mary, or The Wrongs of Woman“ (1798), obwohl auch dies beide Male erfolglos blieb.
Neben Werken für und von Frauen erweiterte Witwe Dóll ihre Sammlung auch um umfangreiche Serien übersetzter Theaterstücke zeitgenössischer Autorinnen. In der Zwischenzeit versorgte sie ihr gelehrtes Publikum weiterhin mit linguistischen, philosophischen, politischen und wirtschaftlichen Abhandlungen von beispielsweise Willem Bilderdijk, Paulus van Hemert und Gijsbert Karel van Hogendorp.
Catharina Doll-Egges nutzte die zwei letzten Jahrzehnte des 18. Jahrhunderts, eine politische Zeit, als Geschäftsfrau. Sie gab allen Parteien eine Stimme und verkaufte Werke jeder politischen Überzeugung. Oft zum richtigen Zeitpunkt, so erschien eine Reihe von Drucken zur Feier des Geburtstags von Wilhelm V. im Jahr 1788, eine Beschreibung des Revolutionsfestes von Pieter van der Breggen Pauw im Jahr 1795, aber oft auch gegen die herrschende Vorlieben, so erschien ein Katechismus der Gleichheit und der Menschenrechte im Jahr 1794, eine Klage auf den Tod des Sohnes von Wilhelm V. Frederik im Jahr 1799. Es ist daher nicht überraschend, dass zu ihrem Autoren- und Übersetzerstamm glühende Patrioten wie Moens, Wolff und Deken sowie Samuel Wiselius und unverwechselbare Orangisten wie Bilderdijk, Van Hogendorp und Geertruida Maria de Cambon-van der Werken gehörten, zusätzlich zu Schriftstellern wie Maria van Zuylekom und Jacob Eduard de Witte, die in den 1780er und 1790er Jahren mehrmals ihre politische Einstellung wechselten.
Catharina Doll-Egges starb am 20. April 1824 in Amsterdam.